# الف‌ها (فیلم)
«الف‌ها» (انگلیسی: Elves (film)) فیلمی در ژانر ترسناک و فانتزی است که در سال ۱۹۸۹ منتشر شد.